# Pugmil
Pugmil är en kommun i Brasilien.   Den ligger i delstaten Tocantins, i den centrala delen av landet, 600 km norr om huvudstaden Brasília. Antalet invånare är 2 366.
Omgivningarna runt Pugmil är huvudsakligen savann. Runt Pugmil är det mycket glesbefolkat, med 6 invånare per kvadratkilometer.